# Magnac-Lavalette-Villars
Magnac-Lavalette-Villars é uma comuna francesa na região administrativa da Nova Aquitânia, no departamento de Charente. Estende-se por uma área de 23,75 km². Em 2010 a comuna tinha 443 habitantes (densidade: 18,7 hab./km²).